# 龔正
龔正（きょう せい、ゴーン・ジュヨン、1960年3月 - ）は、中華人民共和国の官僚、政治家。江蘇省蘇州市出身。現職は上海市市長,上海市党委副書記。

## 経歴
1960年3月、江蘇省蘇州市で生まれる。1982年に対外経済貿易大学を卒業後、同年、中華人民共和国海関総署に入局。2004年12月、厦門大学にて修士（経済学）号を取得。2001年2月には深圳市海関関長、党組書記に転任する。2003年3月、中央に移り、海関総署副署長（次官）に就任。
2008年11月、党務に転じて浙江省に赴任し、浙江省党組成員に就任した。翌月には浙江省副省長を兼任。2013年9月には杭州市党委書記を兼任する。2013年12月に浙江省副省長を退任しました。 
2015年7月、山東省党委副書記に転出。翌月には同省党校校長（学長）を兼務する。2017年4月、山東省第12期人民代表大会常務委員会は11日の第28回会議で、龔正を副省長兼省長代行に任命することを決定した。山東省第12期人民代表大会第7回で4月26日、省長代行の龔正が省長に選出された。
2020年3月19日、上海市党委副書記に転出。3月21日、上海市党組副書記を兼務。上海市第15期人民代表大会常務委員会第19回会議で23日、応勇市長の辞職願を受理し、龔正を副市長、市長代行に任命することが決定された。7月、上海市の第15期人民代表大会（市議会）第4回会議は21日に閉幕し、新市長に龔正市長代行が就任した。